# Zeale
Zeale is een kevergeslacht uit de familie van de boktorren (Cerambycidae). De wetenschappelijke naam van het geslacht werd voor het eerst geldig gepubliceerd in 1866 door Pascoe.

## Soorten
Zeale omvat de volgende soorten:
- Zeale dubia Galileo & Martins, 1997
- Zeale nigromaculata (Klug, 1829)
- Zeale scalaris Pascoe, 1866